# سيسيل ووكر
سيسيل ووكر (بالإنجليزية: Cecil Walker)‏ هو سياسي بريطاني، ولد في 17 ديسمبر 1924 ببلفاست في المملكة المتحدة، وتوفي في 3 يناير 2007 في المملكة المتحدة بسبب نوبة قلبية.

## مناصب
- في 1986 Belfast North by-election [الإنجليزية]‏، انتخب عضو البرلمان التاسع والأربعون للمملكة المتحدة عن دائرة بلفاست الشمالية خلال فترته النيابية ‏ (23 يناير 1986 – 18 مايو 1987).
- في الانتخابات العمومية للمملكة المتحدة 1983 [الإنجليزية]‏، انتخب عضو البرلمان التاسع والأربعون للمملكة المتحدة عن دائرة بلفاست الشمالية خلال فترته النيابية ‏ (9 يونيو 1983 – 17 ديسمبر 1985).
- في الانتخابات العمومية للمملكة المتحدة 1987 [الإنجليزية]‏، انتخب عضو البرلمان الخمسون للمملكة المتحدة عن دائرة بلفاست الشمالية وقد انضم خلال فترته النيابية ‏ (11 يونيو 1987 – 16 مارس 1992)  للكتلة البرلمانية حزب ألستر الوحدوي.
- في الانتخابات العامة في المملكة المتحدة 1992 [الإنجليزية]‏، انتخب عضو البرلمان الحادي والخمسون للمملكة المتحدة عن دائرة بلفاست الشمالية خلال فترته النيابية ‏ (9 أبريل 1992 – 8 أبريل 1997).
- في الانتخابات العامة في المملكة المتحدة 1997 [الإنجليزية]‏، انتخب عضو البرلمان الثاني والخمسون للمملكة المتحدة عن دائرة بلفاست الشمالية وقد انضم خلال فترته النيابية ‏ (1 مايو 1997 – 14 مايو 2001)  للكتلة البرلمانية حزب ألستر الوحدوي.